# Gloucester and Dean Forest Railway
Die Gloucester and Dean Forest Railway war eine britische Eisenbahngesellschaft in Gloucestershire in England.
Die Gesellschaft erhielt am 27. Juli 1846 die Konzession zum Bau einer 25 Kilometer langen Bahnstrecke zwischen Gloucester über Grand Court Junction nach Awre. In Awre sollte eine Verbindung mit der South Wales Railway hergestellt werden.
Die Gesellschaft war mehrheitlich im Besitz der Great Western Railway. Am 19. September 1851 wurde der Abschnitt zwischen Gloucester und Grand Court Junction eröffnet. Unmittelbar nach der Eröffnung wurde die Gloucester and Dean Forest Railway an die Great Western Railway verpachtet.
Da keine weiteren finanziellen Mittel zur Verfügung standen baute die South Wales Railway den Abschnitt zwischen Grand Court Junction und Awre. Die GWR vollendete die Strecke von Over bis zu einem Kai bei Llanthony in Gloucester. Die Eröffnung dieser Abschnitte erfolgte am 20. März 1854.
1869 wurde die in der Breitspur von 2140 mm errichtete Strecke auf Normalspur umgestellt. Am 30. Juni 1874 wurde die Gloucester and Dean Forest Railway schließlich von der Great Western Railway übernommen.